# شهرستان جیانگلینگ
شهرستان جیانگلینگ (به لاتین: Jiangling County) یک منطقهٔ مسکونی در چین است که در جیانگژو واقع شده‌است. شهرستان جیانگلینگ ۳۳۱٬۳۴۴ نفر جمعیت دارد.